# Albert Sarkisyan
Albert Sarkisyan, fino al 1990 Al'bert Ėl'vadikovič Sarkisjan (in armeno Ալբերտ Էլվադիկի Սարգսյան?, in russo Саркисян, Альберт Эльвадикович?; Nal'čik, 15 maggio 1975), è un ex calciatore armeno, nato in Unione Sovietica, di ruolo centrocampista.

## Carriera

### Club
Ha giocato con Spartak-Nal'čik, Lokomotiv Mosca, Torpedo Mosca, Arsenal Kiev, Alanija Vladikavkaz, Amkar Perm', Terek Groznyj, MVD Rossii Mosca e Atıraw.

### Nazionale
Ha giocato per l'Unione Sovietica (1 presenza e per l'Armenia (33 presenze e 3 reti).
Esordisce nell'Unione Sovietica il 9 ottobre del 1990, a 15 anni, giocando nel secondo tempo contro l'Israele (3-0). In questo incontro dei Giochi d'Israele, l'Unione Sovietica reclutò giocatori locali, praticamente nessuno giocava nella Nazionale sovietica. Ufficialmente giocarono per la "URSS League XI" in un torneo non ufficiale che fu poi riconosciuto dall'IFA ma non dalla Federazione sovietica né dalla FIFA.

## Palmarès

### Club
- Qazaqstan Kubogy: 1

Atıraw: 2009